# 슈퍼 8

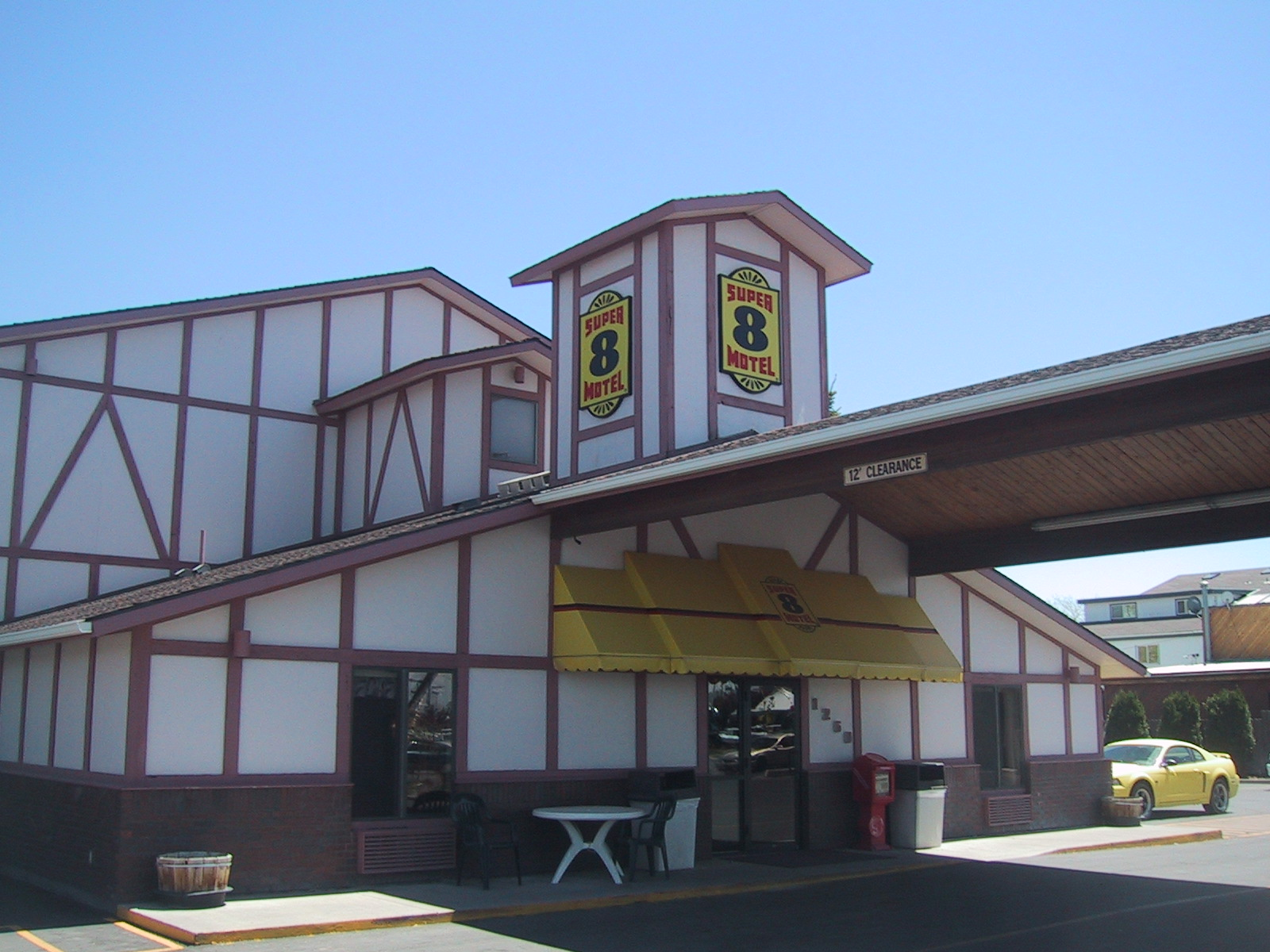

슈퍼 8 호텔(Super 8 Hotels Inc.)는 미국, 캐나다, 중국에 퍼져있는 윈드햄 월드와이드의 자회사 체인 호텔이다.
1973년에 사우스다코타에 첫 지점을 세운후 미국의 대표 호텔 체인으로 자리잡고있다.
2006년에 따르면 미국과 캐나다에만 123,982개의 방이 있다.